# Crassatella
Crassatella is een geslacht van mollusken, dat leefde van het Midden-Krijt tot het Mioceen.

## Beschrijving
Deze tweekleppige had een rechthoekige schelp met in de linkerklep twee V-vormige kardinale tanden (de centrale tanden waarmee de kleppen scharnieren) en een tand in de rechterklep, geflankeerd door langwerpige laterale tanden (aan de zijkant gelegen tanden). De beide spierafdrukken waren onderling samengevoegd door een sinusloze mantellijn. Jonge exemplaren vertoonden in het oog springende groeistrepen, die naargelang de soort later vervaagden of gehandhaafd bleven. De onderrand was voorzien van fijne kerfjes. De lengte van de schelp bedroeg ongeveer 2 cm.

## Leefwijze
Dit geslacht bewoonde warme, ondiepe zeeën, ingegraven in zachte ondergrond.

## Soorten
De volgende soorten zijn bij het geslacht ingedeeld:
- Crassatella aequatorialis (Jaeckel & Thiele, 1931)
- Crassatella brasiliensis (Dall, 1903)
- Crassatella capensis Lamy, 1917
- Crassatella crebrilirata G. B. Sowerby II, 1870
- Crassatella gilchristi G. B. Sowerby III, 1904
- Crassatella knockeri Smith, 1881
- Crassatella pallida Adams & Reeve, 1850
- † Crassatella ponderosa (Gmelin, 1791)
- Crassatella subquadrata G. B. Sowerby II, 1870
- Crassatella uruguayensis E. A. Smith, 1880

### Taxon inquirendum
- Crassatella compta A. Adams, 1854

### Nomen dubium
- Crassatella lapidea Reeve, 1842
- Crassatella subradiata Lamarck, 1818